# Gorgodon
Gorgodon — вимерлий рід базальних синапсидів. Рід монотипний, відомий лише з типового виду Gorgodon minutus з ранньої перми на південному заході США. Єдині відомі останки Горгодона — це дві скам'янілості, що складаються з фрагментів черепа. Горгодон був описаний і названий палеонтологом Евереттом К. Олсоном у 1962 році з формації Сан-Анджело в окрузі Нокс, штат Техас.
Олсон класифікував Горгодон як дуже ранніх терапсидів, оскільки він мав гетеродонтний зубний ряд і великі скроневі вікна, які не спостерігалися в більшості базальних синапсидів, але присутні в терапсидах. Він відніс його до родини Phthinosuchidae, оскільки зуби були схожі на зуби Phthinosaurus, загадкового терапсида середньої перми Росії, який, швидше за все, є диноцефалом. Однак єдині відомі зуби Phthinosaurus з його нижньої щелепи, а відомі зуби Gorgodon — з його верхньої щелепи. Олсон міркував, що форма зубів Горгодона збігається з тією, яку можна було б очікувати для верхніх зубів фтінозавра, навіть якщо між двома таксонами немає гомологічних ознак, які б підтверджували такий зв'язок. Олсон вважав, що Горгодон був більш примітивним, ніж Фтінозавр, і що обидва були предками групи терапсидів, які називаються горгонопсидами.
Сидор і Хопсон (1995) припустили, що Горгодон і кілька інших ранніх терапсид, описаних Олсоном з формації Сан-Анджело, були натомість подрібненими залишками сфенакодонтід. Сфенакодонтиди — це група нетерапсидних синапсидів, які були поширені на території, яка зараз є південним заходом США, протягом ранньої перми. Хоча Gorgodon, швидше за все, є нетерапсидним синапсидом, його зв'язок з іншими синапсидами не оцінювався через відсутність відмінних анатомічних особливостей.